# Johannes Frischauf
Johannes Frischauf (fríšavf), avstrijski matematik, geodet in alpinist, * 17. september 1837, Dunaj, † 7. januar 1924, Gradec.

## Življenje in delo
Po končani srednji šoli na Dunaju je na univerzi poslušal matematiko, fiziko in astronomijo ter 1861 doktoriral. Leta 1863 je postal privatni docent na dunajski univerzi, 1866 pa profesor na univerzi v Gradcu. Vseučiliški pouk iz svoje stroke je razširil s tem, da je vanj sprejel tudi teorijo števil, projektivno in absolutno matematiko. V letih 1864−1919 je objavil več knjig in razprav, ki so obravnavale probleme astronomije, čiste matematike, geometrije in kartografije.
Frischaufovo poglavitno delo je bilo posvečeno kartografiji. Od leta 1868 je sistematično obiskoval in opisoval gorovja na Hrvaškem in Črni gori ter slovenske Alpe, zlasti Kamniško-Savinjske Alpe. Sodeloval je s slovenskimi planinci in zavračal germanizatorska prizadevanja nemške planinske organizacije. Skrbel je za postavljanje planinskih koč v Savinjskih Alpah kjer je postavil tri koče.
Frischauf je v Kamniško-Savinjskih Alpah poiskal in markiral mnogo poti, določil veliko višin in o tem pisal obširne članke. Leta 1893 ga je Slovensko planinsko društvo imenovalo za častnega člana. Po njem se imenuje dom na Okrešlju.